# Borox
Borox település Spanyolországban, Toledo tartományban. Borox Alameda de la Sagra, Pantoja, Numancia de la Sagra, Esquivias, Seseña, Aranjuez és Añover de Tajo községekkel határos. Lakosainak száma 4250 fő (2024).

## Népesség
A település népessége az utóbbi években az alábbiak szerint változott:
| Lakosok száma | 2260 | 2501 | 2772 | 3167 | 3556 | 3561 | 3626 | 3825 | 4032 | 4250 |
|               | 2001 | 2004 | 2007 | 2009 | 2012 | 2014 | 2017 | 2019 | 2022 | 2024 |